# Pasjak
Pasjak är en ort i Kroatien.   Den ligger i länet Gorski kotar, i den västra delen av landet, 140 km väster om huvudstaden Zagreb. Pasjak ligger 509 meter över havet och antalet invånare är 146.
Terrängen runt Pasjak är kuperad. Runt Pasjak är det mycket glesbefolkat, med 6 invånare per kvadratkilometer. Närmaste större samhälle är Opatija, 17,0 km söder om Pasjak. I omgivningarna runt Pasjak växer i huvudsak lövfällande lövskog.